# Teatro Fígaro
El teatro Fígaro es un local de espectáculos de Madrid (España), situado en el número 5 de la calle del Doctor Cortezo, que se inauguró el 11 de noviembre de 1931, por la compañía de Eugenia Zuffoli. Su construcción fue promovida por el pelotari y empresario Ildefonso Anabitarte. Felipe López Delgado fue el arquitecto del proyecto, obra por la cual recibiría en el año 1932 la segunda medalla de la Exposición Nacional de Bellas Artes. 

## Características
Proyectado inicialmente como cine –el cine Moderno–, como la que sería la primera sala de espectáculos siguiendo las recomendaciones del GATEPAC, el Grupo de Artistas y Técnicos Españoles para el Progreso de la Arquitectura Contemporánea. Sin embargo, el dueño decidió convertirlo en cine-teatro cuando estaba avanzada la obra. El resultado del cambio fue un escenario muy pequeño que tras sucesivas reformas iría ganando espacio al patio de butacas. Es un ejemplo de arquitectura racionalista, aunque su imagen original ha sufrido sustanciales modificaciones. De su decoración destaca el mural del vestíbulo pintado por Alfonso Ponce de León. Tanto en 1962 y en 2004 sufrió importantes reformas. Dispone de casi ochocientas localidades. Programado por la empresa García Ramos, perteneció a los herederos del fundador hasta que en el comienzo del siglo xxi fue vendido a nuevos propietarios.
Durante la guerra fue gestionado por la CNT. Tras la Guerra Civil se reabrió como cine, permaneciendo así hasta que el 9 de octubre de 1969, fecha en que recuperó la actividad escénica con el estreno de Las criadas por la compañía de Núria Espert.  En enero de 2008 se hace cargo de la programación la actriz y empresaria Blanca Marsillach, que añade al nombre del teatro el de su padre Adolfo Marsillach.

## Espectáculos
- Todo en el jardín (1970)
- Los peces rojos (1973)
- La fundación (1974)
- La carroza de plomo candente (1976)
- M-7 Catalonia (1978)
- El día de Gloria (1983)
- ¡Sublime decisión! (1984)
- ¡Ay, Carmela! (1988)
- Por los pelos (1989)[2]
- Pisito clandestino (1990)
- Una pareja singular (1991)
- Perdidos en Yonkers (1992)
- Amor, coraje y compasión (1995)
- Ocho mujeres (1999)
- Las manzanas del viernes (2000)
- Doce hombres sin piedad (2001)
- Art (2005)
- 84 Charing Cross road (2006)
- Madrugada de cobardes (2007)
- Defendiendo al cavernícola (2009)
- Edith Piaf (2018)